# Flemming Ahlberg
Flemming Ahlberg (* 23. listopadu 1946, Jægersborg, Dánsko) je bývalý dánský fotbalový obránce, který ukončil kariéru v roce 1986 v dánském klubu Boldklubben 1903. V roce 1976 získal v Dánsku ocenění Fotbalista roku, kde také strávil celou svou hráčskou kariéru.
S BK Frem vyhrál v sezóně 1977/78 dánský fotbalový pohár.

## Reprezentace
Působil v dánském reprezentačním výběru U21, v němž odehrál 13 zápasů a gólově se neprosadil. Debutoval 5. června 1968 proti Finsku (výhra 2:1)
V A týmu Dánska zažil debut 18. dubna 1972 v utkání se Západním Německem (prohra 0:1). Celkem odehrál v dánském národním A-týmu 33 zápasů, gól nedal.